# Hypoparatyreos
Hypoparatyreoidism eller hypoparatyreos är en sällsynt endokrin sjukdom med underfunktion i bisköldkörteln (parathyreoidea). Bisköldkörtlarna sitter i halsen, bakom sköldkörteln. Orsaken är ofta skada vid operation, till exempel efter tyreoidektomi (kirurgiskt avlägsnande av sköldkörteln) men det kan även röra sig om medfödd sjukdom. Underfunktionen, så kallad hypokalcemi, uppträder också som kortvarig bieffekt av en operation där man tagit bort en eller flera bisköldkörtlar på grund av adenom. Tillståndet kan även uppstå som en komplikation efter strålbehandling mot hals. Diagnosen kronisk hypoparatyreoidism ställs först efter ca ett år med symptom.

## Symptom
Vanligen medför hypoparatyreoidism tetani i form av stickningar och domningar i kroppen, särskilt i ansiktet, mun, händer och fötter. Sjunker nivåerna av kalcium i blodet för lågt kan patienten drabbas av en "kalciumkrasch", något som kan bli livshotande och kräver omedelbar sjukhusvård.
Akuta symptom på svårreglerad eller obehandlad sjukdom kan vara:
- Epileptiska anfall eller muskelkramper
- Medvetslöshet
- Hjärtrytmsrubbningar
- Hjärtsvikt
- Livshotande andningssvårigheter.[1][9]

Vid en långsam utveckling kan symptom som demens, papillödem, depression och psykos uppträda. 

## Behandling
Behandlingen går ut på att reglera nivåerna av kalcium och PTH med gramdoser kalcium och/eller aktivt D-vitamin, t.ex. Rocaltrol eller Etalpha. Produktionen av parathormonpreparatet Natpar upphör under 2024. Hypoparatyreoidism är det enda hormonbristtillståndet som inte brukar behandlas med hormonersättning. Patienterna kan ha en stor pillerbörda och nedsatt livskvalitet.

## Långsiktiga effekter
PTH påverkar kroppens elektrolytbalans samt är kroppens viktigaste hormon för omsättning av kalcium och balansen mellan kalcium och fosfat, vilket gör att kronisk hypoparatyreoidism med frekvent störning av hormonet också påverkar kroppen på flera sätt. Det kan leda till störd njurfunktion och njursten, benskörhet, fibromyalgiliknande smärtsyndrom, hypomagnesemi, letargi, ångestsymptom, påverkan på bildandet och nedbrytandet av celler, blodets koagulering, nervsystemet, orsaka förkalkningar av basala ganglierna och katarakt. Den hyperfosfatemi som hypoparatyreoidism medför har även skadlig inverkan på hjärt- och kärlsystemet. Vidare kan fosfatutfällningar uppträda i blodkärl och orsaka smärta i hud, muskulatur, leder och senfästen.